# Mörskom
Mörskom (finska: Myrskylä) är en kommun i östra delen av landskapet Nyland i Finland. Folkmängden i Mörskom kommun uppgår till cirka 1 816 invånare och den totala arealen utgörs av 206,35 km². Folkmängden i centralorten Mörskom kyrkoby uppgick den 31 december 2014 till 895 invånare. Mörskom kommun ligger ungefär 90 km nordost om Helsingfors, 40 km nordost om Borgå och 40 km nordväst om Lovisa stad. Mörskom kommun grundades år 1636, och klassas som en landsbygdskommun. Kommunen gränsar till Askola kommun, Pukkila kommun, Orimattila stad, Lappträsks kommun och Lovisa stad.  
Mörskom kommuns språkliga status är tvåspråkig med finska som majoritetsspråk och svenska som minoritetsspråk. Till slutet av 1800-talet var emellertid svenska kommunens majoritetsspråk.

## Styre och politik

### Mandatfördelning i Mörskom kommun, valen 1976–2025
| 4 | 2 | 6 | 3 | 6 |

| 4 | 2 | 7 | 3 | 5 |

| 3 | 2 | 6 | 2 | 4 |

| 3 | 2 | 6 | 2 | 4 |

| 4 | 1 | 2 | 7 | 3 | 4 |

| 3 | 2 | 9 | 3 | 4 |

| 3 | 1 | 8 | 3 | 1 | 5 |

| 4 | 8 | 3 | 2 | 4 |

| 13 | 8 |

| 4 | 1 | 7 | 3 | 1 | 5 |

| 13 | 8 |

| 3 | 2 | 9 | 2 | 1 | 4 |

| 12 | 9 |

| 1 | 1 | 1 | 9 | 2 | 3 |

| 13 | 4 |

| 2 | 1 | 2 | 6 | 2 | 4 |

| 10 | 7 |

| 2 | 1 | 5 | 2 | 5 |

| 10 | 5 |

## Utbildning
I Mörskom kommun finns en finskspråkig grundskola, Kirkonkylän koulu (åk 1 – 6 ). I Kirkonkylän koulu verkar även en finskspråkig förskola. Närmaste finskspråkiga grundskola med högre årskurser är Orimattilan Yhteiskoulu som ligger i Orimattila. Närmaste svenskspråkiga grundskolor ligger i grannkommunen Lovisa, Sävträsk skola (åk 1 – 6 ), Forsby skola (åk 1 – 6 ) och Lovisanejdens högstadium (åk 7 – 9) .

## Befolkning

### Befolkningsutveckling
| Befolkningsutvecklingen i Mörskom kommun 1975–2020                                                           | Befolkningsutvecklingen i Mörskom kommun 1975–2020 | Befolkningsutvecklingen i Mörskom kommun 1975–2020 | Befolkningsutvecklingen i Mörskom kommun 1975–2020 | Befolkningsutvecklingen i Mörskom kommun 1975–2020 |
| --- | -------------------------------------------------- | -------------------------------------------------- | -------------------------------------------------- | -------------------------------------------------- |
| |                                                    |                                                    |                                                    |                                                    |
| År |                                                    |                                                    | Folkmängd                                          |                                                    |
| 1975 | 1975                                               |                                                    | 2 261                                              |                                                    |
| 1980 | 1980                                               |                                                    | 2 073                                              |                                                    |
| 1985 | 1985                                               |                                                    | 1 998                                              |                                                    |
| 1990 | 1990                                               |                                                    | 2 098                                              |                                                    |
| 1995 | 1995                                               |                                                    | 2 040                                              |                                                    |
| 2000 | 2000                                               |                                                    | 2 004                                              |                                                    |
| 2005 | 2005                                               |                                                    | 2 033                                              |                                                    |
| 2010 | 2010                                               |                                                    | 2 006                                              |                                                    |
| 2015 | 2015                                               |                                                    | 1 969                                              |                                                    |
| 2020 | 2020                                               |                                                    | 1 871                                              |                                                    |
| Anm: Uppgifterna avser förhållandena den 31 december nämnda år enligt områdesindelningen den 1 januari 2022. |                                                    |                                                    |                                                    |                                                    |

### Språk
Som framgår av tabellen nedan har den svenskspråkiga andelen av befolkningen krympt stadigt, i såväl absoluta som relativa tal. På 1890-talet övergick de finskspråkiga från att vara minoritet till att vara majoritet.

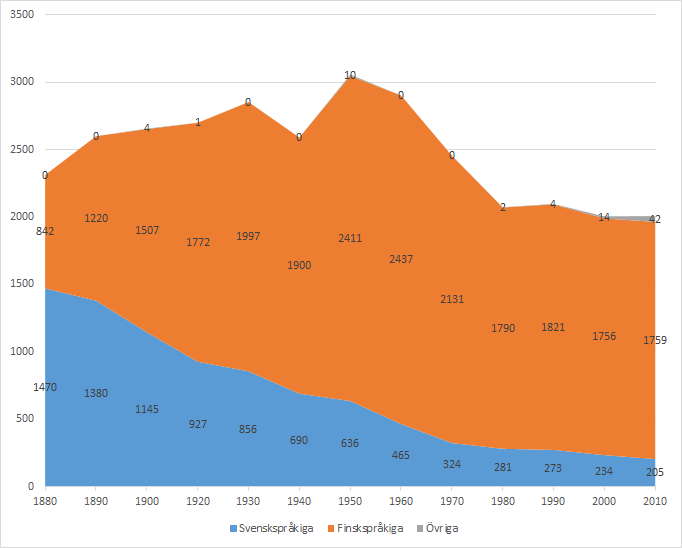
Språklig-demografisk utveckling i Mörskom kommun. Under perioden 1880-2010 ändrade området karaktär från att ha varit övervägande svenskspråkigt till finskt. Under hela perioden har de svenskspråkiga minskat i såväl absoluta tal som proportionellt.

| År   | Antal (Andel av befolkningen, %) | Antal (Andel av befolkningen, %) | Antal (Andel av befolkningen, %) | Antal (Andel av befolkningen, %) |
|      | Finskspråkiga                    | Svenskspråkiga                   | Övriga                           | Totalt                           |
| 1880 | 842 (36,4)                       | 1470 (63,6)                      | 0 (0,0)                          | 2312                             |
| 1890 | 1220 (46,9)                      | 1380 (53,1)                      | 0 (0,0)                          | 2600                             |
| 1900 | 1507 (56,7)                      | 1145 (43,1)                      | 4 (0,2)                          | 2656                             |
| 1920 | 1772 (65,6)                      | 927 (34,3)                       | 1 (0,0)                          | 2700                             |
| 1930 | 1997 (70,0)                      | 856 (30,0)                       | 0 (0,0)                          | 2853                             |
| 1940 | 1900 (73,4)                      | 690 (26,6)                       | 0 (0,0)                          | 2590                             |
| 1950 | 2411 (78,9)                      | 636 (20,8)                       | 10 (0,3)                         | 3057                             |
| 1960 | 2437 (84,0)                      | 465 (16,0)                       | 0 (0,0)                          | 2902                             |
| 1970 | 2131 (86,8)                      | 324 (13,2)                       | 0 (0,0)                          | 2455                             |
| 1980 | 1790 (86,3)                      | 281 (13,6)                       | 2 (0,1)                          | 2073                             |
| 1990 | 1821 (86,8)                      | 273 (13,0)                       | 4 (0,2)                          | 2098                             |
| 2000 | 1756 (87,6)                      | 234 (11,7)                       | 14 (0,7)                         | 2004                             |
| 2010 | 1759 (87,7)                      | 205 (10,2)                       | 42 (2,1)                         | 2006                             |

### Religion

#### Mörskom församling
Mörskom kapellförsamling hörde, i början, till Pernå moderförsamling. En egen kyrka uppfördes antingen 1604 eller 1611. Avskildes till eget pastorat år 1636. Annex under Borgåbiskopen åren 1747 – 1865 . Församlingen är tvåspråkig. 
Byar som har tillhört Mörskom församling i äldre tider och som nuförtiden alltjämt hör till Mörskom kommun: Skomarböle (fi. Hallila), Övitsböle (fi. Hyövinkylä) med bostadsområdet Nybro (fi.Uusisilta), Labbom (fi. Jaakkola), Kankböle (fi. Kankkila), Kyrkbyn (fi. Kirkonkylä), Koukjärvi, Grevnäs (fi. Kreivilä), Muttom (fi. Muttila), Kvarnby (fi. Myllykylä), Mörskom (fi. Myrskylä), och Backböle (fi. Pakila). Herrgårdar: Mörskom gård (fi. Myrskylän kartano).

## Kända personer från Mörskom
- Lasse Virén, framgångsrik långdistanslöpare.

|  |  |